# Bisdom Nelson
Het bisdom Nelson (Latijn: Dioecesis Nelsonensis) is een rooms-katholiek bisdom met als zetel Nelson, in Canada. Het bisdom is suffragaan aan het aartsbisdom Vancouver. 

## Geschiedenis
Het bisdom werd opgericht op 22 februari 1936, uit delen van het aartsbisdom Vancouver.

## Parochies
Het bisdom had in 2021 een oppervlakte van 144.000 km2 en telde 440.785 inwoners waarvan 23,9% rooms-katholiek was.

## Bisschoppen
- Martin Michael Johnson (18 juli 1936 - 27 november 1954)
- Thomas Joseph McCarthy (5 mei 1955 - 9 november 1958)
- Wilfrid Emmett Doyle (9 november 1958 - 6 november 1989)
- Peter Joseph Mallon (6 november 1989 - 9 juni 1995)
- Eugene Jerome Cooney (15 maart 1996 - 30 november 2007)
- John Dennis Corriveau (30 november 2007 - 13 februari 2018)
- Gregory John Bittman (13 februari 2018 - heden)

Vancouver (aartsbisdom) · Kamloops · Nelson · Prince George · Victoria